# جین رادنبری
یوجین وزلی «جین» رادنبری (به انگلیسی: Eugene Wesley "Gene" Roddenberry) (زادهٔ ۱۹ اوت ۱۹۲۱ در ال‌پاسو، تگزاس – درگذشتهٔ ۲۴ اکتبر ۱۹۹۱)، فیلم‌نامه‌نویس و تهیه‌کنندهٔ آمریکایی بود. او بیش از هر چیز به عنوان خالق مجموعهٔ علمی-تخیلی تلویزیونی «سفر ستاره‌ای» (Star Trek، در ایران پیشتازان فضا) معروف است. پس از مرگش، خاکستر بدن سوزانده شده او، در کپسول کوچکی توسط موشک به فضا فرستاده شد و بدین ترتیب رادنبری یکی از اولین کسانی است که مراسم «خاک‌سپاری در فضا» در مورد او انجام شده‌است.